# Smok Miluś
Smok Miluś – smok, postać z serii komiksowej Kajko i Kokosz autorstwa Janusza Christy.
Pojawił się po raz pierwszy w Magazynie Opowieści Rysunkowych Relax nr 4 w roku 1977, a w albumie komiksowym z serii Kajko i Kokosz w komiksie Zamach na Milusia w roku 1983.

## Postać
Miluś został znaleziony przez Kajka nad brzegiem wody jako duże jajko, z którego potem po kilku tygodniach po wysiedzeniu go przez Kokosza wykluł się mały smok. Początkowo przerażeni mieszkańcy grodu Mirmiła chcieli go zgładzić, myśląc, że jest mięsożerny, ale przekonawszy się, że jest jaroszem, bardzo go polubili.
Miluś panicznie boi się małych owadów, myszy i własnego odbicia w wodzie na te rzeczy reaguje zionąc z pyska ogniem. Gdy dorósł, wyrosły mu skrzydła, Kajko i Kokosz po licznych perypetiach nauczyli go latać. Zbójcerze kilka razy próbowali go zgładzić. W końcu Miluś znalazł swoją partnerkę życiową – smoczycę Miłasię i „...odleciał z wybranką swego serca do kraju, gdzie smoki zakładają rodziny i gdzie nikt nie pragnie z nimi walczyć”.
W oficjalnej kontynuacji serii „Kajko i Kokosz - Nowe przygody” pojawiły się historie autorstwa Tomka Samojlika ukazujące przygody Milusia. Historie dzieją się między albumami „Zamach na Milusia” a „Urodzinami Milusia”, gdyż Miluś w historiach jest ciągle bardzo mały i nie ma jeszcze skrzydeł. W serialu animowanym Kajko i Kokosz głos Milusia podkładał Maciej Kosmala.

## Komiksy z Milusiem
- Zamach na Milusia
- Profesor Stokrotek (zebrane w tomie „Urodziny Milusia”)
- Łaźnia (zebrane w tomie „Urodziny Milusia”)
- Urodziny Milusia (zebrane w tomie „Urodziny Milusia”)
- Koncert Kaprala (zebrane w tomie „Urodziny Milusia”)
- Skarby Mirmiła
- Cudowny lek
- Kłusownicy (w tomie „Obłęd Hegemona”, autor Tomasz Samojlik)
- 'Instytut badania smoków' (w tomie „Łamignat Straszliwy”, autor Tomasz Samojlik)
- Miluś. Drewniany żubr (zebrane w tomie "Rozróby i romanse", autor Tomasz Samojlik)[9]
- Powrót Milusia

## Odniesienia
W 2013 na nowym skwerze przy ul. Kruczej w Lubinie odsłonięto rzeźbę-fontannę przedstawiającą Milusia. Figura ziejąca wodą i strzelająca parą wodną waży ponad 180 kg.
Postać smoka wykorzystano w komiksowej kolekcji figurek dla dzieci marki Tissotoys.
Odwrócony kadr z tomu Skarby Mirmiła, na którym Miluś zrzuca na Zbójcerzy konar drzewa wykorzystano w naszywce i emblemacie 2 eskadry 8 Pułku Lotnictwa Myśliwsko-Bombowego. Emblemat ten malowano na odrzutowych samolotach szturmowych Su-22.